# Maison du Duc-de-Kent
La maison du Duc-de-Kent est une maison patrimoniale de Québec située 25, rue Saint-Louis, voisinant le Château Frontenac. Elle est considérée comme l’un des plus vieux bâtiments de la ville.

## Histoire
Depuis sa construction au milieu du XVIIe siècle, elle a vu se succéder plus d'une trentaine d’occupants, de Denis Duquet, arrivé de France avec les Jésuites en 1637 pour bâtir l'Hôtel-Dieu de Québec, à Barbe de Boulogne, veuve du gouverneur d’Ailleboust. Elle porte aujourd’hui le nom de l’un de ses plus illustres locataires : Édouard-Auguste de Kent, fils de George III et futur père de la reine Victoria, qui occupa les lieux de 1792 à 1794 en compagnie de sa maîtresse Julie de Saint-Laurent .
À la suite de la bataille des plaines d'Abraham de 1759, qui vit la défaite des troupes françaises face à l’armée britannique, c’est entre ses murs que fut signée la capitulation de Québec par Jean-Baptiste Nicolas Roch de Ramezay.
Elle a abrité le consulat général de France à Québec de 1980 à 2015.
Elle constitue un lieu essentiel de l’arrondissement du Vieux-Québec, inscrit au patrimoine mondial de l’UNESCO depuis 1985.

Une plaque commémorative, apposée à la maison en 1952 par la Commission des monuments historiques du Québec, résume son histoire. 

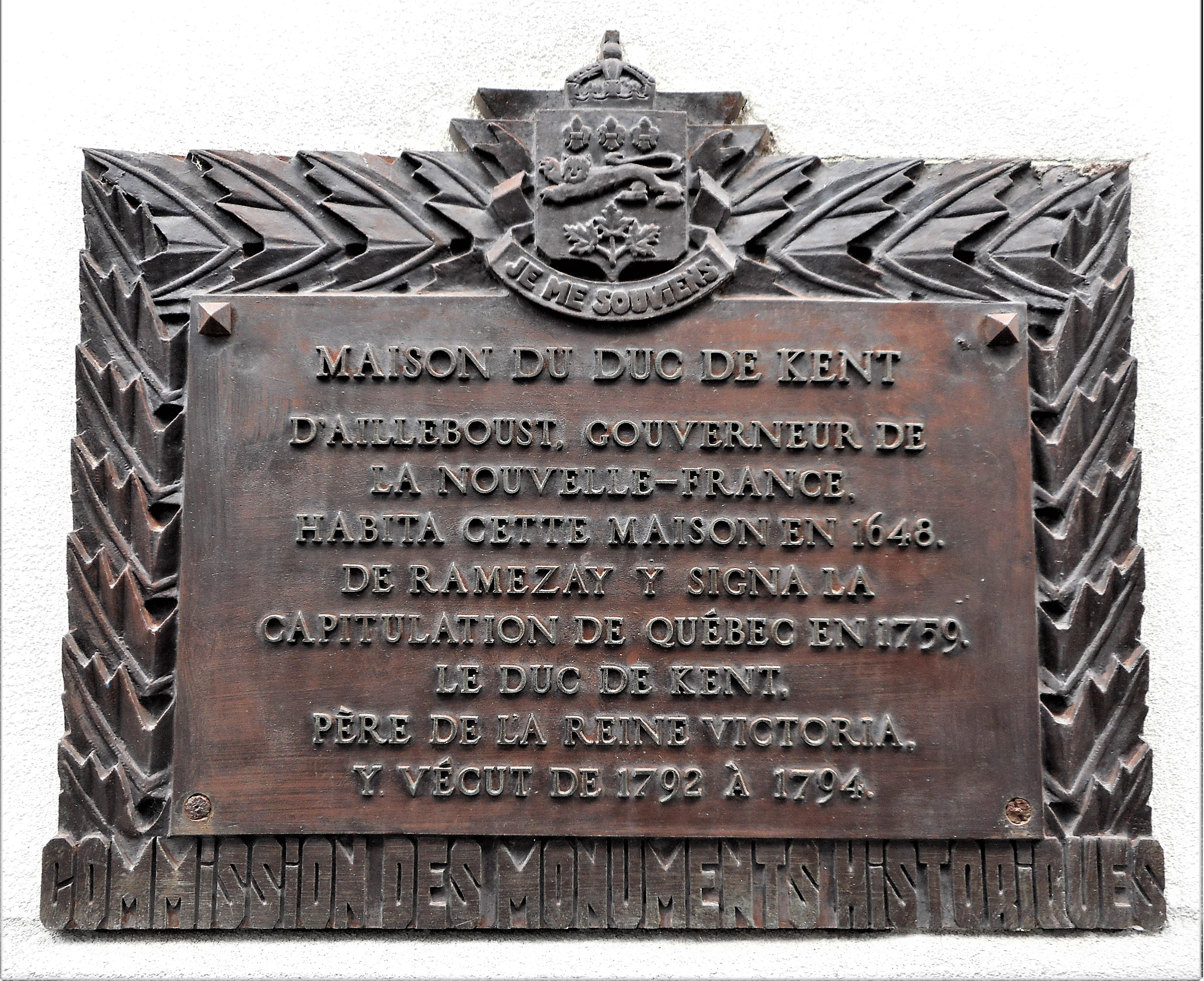
Plaque

Elle est, depuis 2016, sous la responsabilité juridique de la municipalité.